# Trigon (juego)

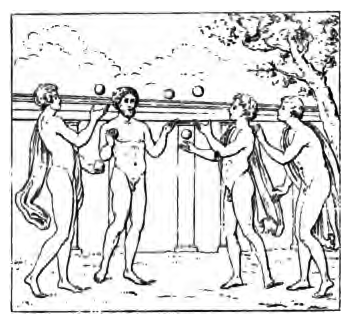
Juego del trigon (August Baumeister, 1885).

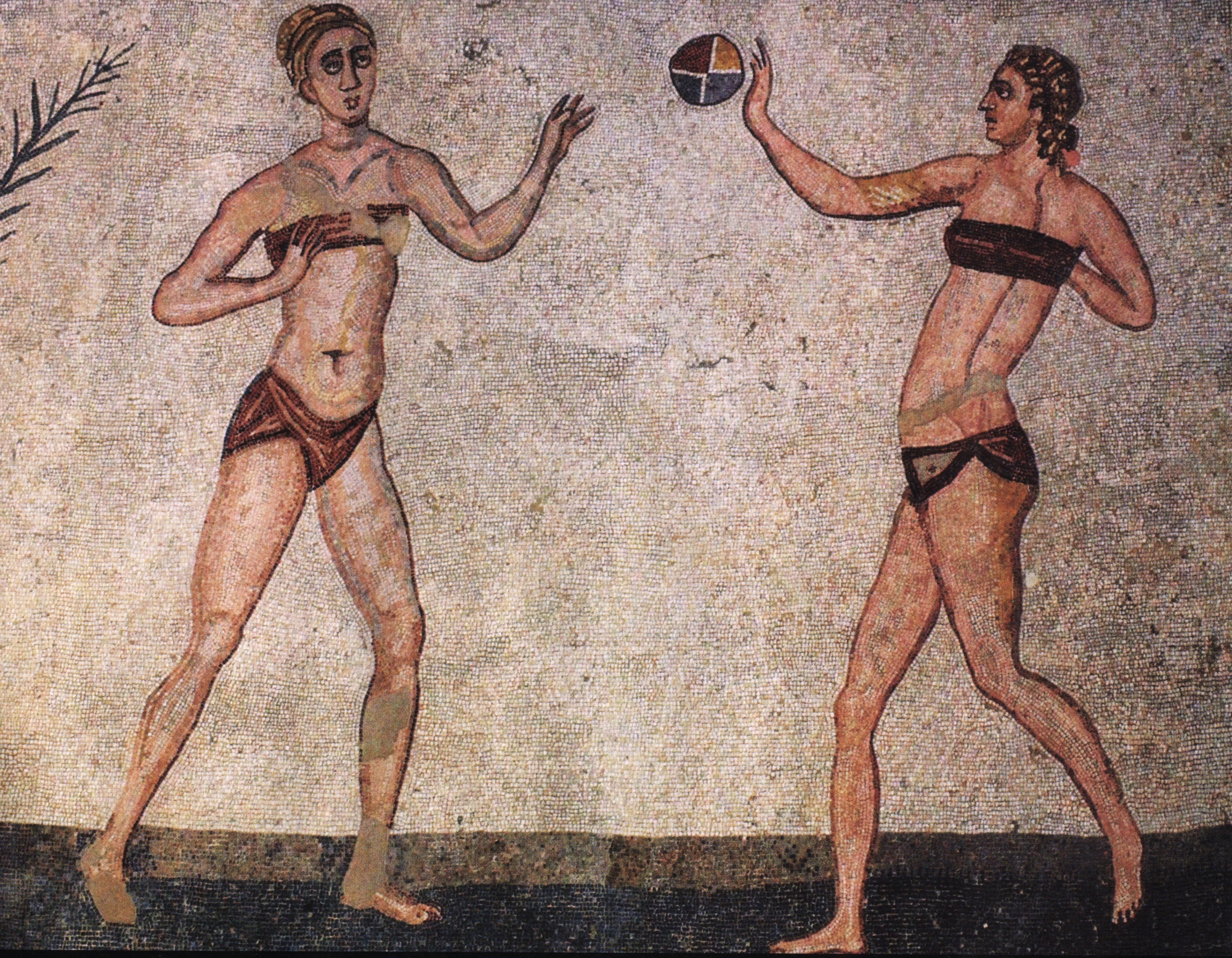
Mosaico de Villa de Casale mostrando a dos mujeres jugando con una pelota.

El trigon era un juego de pelota practicado por los antiguos romanos. El nombre deriva de griego τρίγωνος (trigōnos), "tres-esquinas, triangular", y puede haber sido una versión romanizada de un juego griego llamado τρίγων (trigōn). Era un tipo de juego de malabarismo que probablemente involucraba a tres jugadores parados en un triángulo (de ahí el nombre) y pasándose una pelota dura de un lado a otro, atrapando con la derecha y lanzando con la mano izquierda. Además de los tres jugadores, llamados trigonali, también había asistentes llamados pilecripi, que mantenían la puntuación y recuperarían las bolas desbocadas.

## Descripción en elSatiricón
En el Satiricón de Petronio hay una descripción de un juego de pelota que generalmente se supone que es el trigón, aunque nunca se menciona su nombre. El viejo calvo Trimalción está jugando con un par de jóvenes esclavos de pelo rizado. Trimalción obviamente no es un jugador de trigon serio porque juega con sus sandalias, y nunca se inclina para recuperar la pelota, sino que hace que un sirviente la reemplace con una pelota nueva de un gran saco. Cuando chasqueó los dedos, un esclavo le trajo agua para lavarse las manos y, cuando terminó, se secó las manos con el pelo largo y rizado de los jóvenes esclavos.
Petronius también comenta que, en este caso, el pilecripus no contó la cantidad de veces que los jugadores pasaron la pelota con éxito, sino la cantidad de bolas que cayeron al suelo. Esto puede ser una broma burlándose del bajo nivel de habilidad de Trimalción, o simplemente un método innovador de puntuación.

## Reglas
Se requiere un mínimo de tres personas para jugar al trigon. Tres personas que se colocarían en forma de triángulo y tirarían la pelota hacia la persona a su derecha con la mano derecha. Los jugadores reciben las bolas entrantes con su mano izquierda. El trigon generalmente se jugaría con más de una pelota. Más de tres personas podrían participar en trigon. Había otros roles en el juego, como el anotador y alguien que recuperaría bolas perdidas.